# Japan op de Olympische Zomerspelen 1972
Japan nam deel aan de Olympische Zomerspelen 1972 in München, West-Duitsland. Ten opzichte van de vorige deelname werden twee gouden, een zilveren en een bronzen medaille meer gewonnen.

## Medailleoverzicht
| Sport     | Olympiër | Onderdeel                | Medaille |
| --------- | --- | ------------------------ | -------- |
| Judo      | Takao Kawaguchi | -63kg (m)                | Goud     |
| Judo      | Toyokazu Nomura | -70kg (m)                | Goud     |
| Judo      | Shinobu Sekine | -80kg (m)                | Goud     |
| Turnen    | Sawao Kato Akinori Nakayama Eizo Kenmotsu Mitsuo Tsukahara Shigeru Kasamatsu Teruichi Okamura                                                                                      | meerkamp team (m)        | Goud     |
| Turnen    | Sawao Kato | individuele meerkamp (m) | Goud     |
| Turnen    | Sawao Kato | brug (m)                 | Goud     |
| Turnen    | Mitsuo Tsukahara | rekstok (m)              | Goud     |
| Turnen    | Akinori Nakayama | ringen (m)               | Goud     |
| Volleybal | Yoshihide Fukao Kenji Kimura Masayuki Minami Jungo Morita Yuzo Nakamura Katsutoshi Nekoda Tetsuo Nishimoto Yasuhiro Noguchi Seiji Oko Tetsuo Sato Kenji Shimaoka Tadayoshi Yokota  | zaal (m)                 | Goud     |
| Worstelen | Kiyomi Kato | -52kg vrije stijl (m)    | Goud     |
| Worstelen | Hideaki Yanagida | -57kg vrije stijl (m)    | Goud     |
| Zwemmen   | Nobutaka Taguchi | 100m schoolslag (m)      | Goud     |
| Zwemmen   | Mayumi Aoki | 100m vlinderslag (v)     | Goud     |
| Turnen    | Eizo Kenmotsu | individuele meerkamp (m) | Zilver   |
| Turnen    | Sawao Kato | rekstok (m)              | Zilver   |
| Turnen    | Sawao Kato | paard voltige (m)        | Zilver   |
| Turnen    | Shigeru Kasamatsu | brug (m)                 | Zilver   |
| Turnen    | Akinori Nakayama | vloer (m)                | Zilver   |
| Volleybal | Katsumi Matsumura Takako Iida Mariko Okamoto Takako Shirai Makiko Furukawa Keiko Hama Toyoko Iwahara Sumie Oinuma Seiko Shimakage Michiko Shiokawa Noriko Yamashita Yaeko Yamazaki | zaal (v)                 | Zilver   |
| Worstelen | Kikuo Wada | -68kg vrije stijl (m)    | Zilver   |
| Worstelen | Koichiro Hirayama | -52kg Grieks-Romeins (m) | Zilver   |
| Judo      | Takao Kawaguchi | -63kg (m)                | Brons    |
| Turnen    | Akinori Nakayama | individuele meerkamp (m) | Brons    |
| Turnen    | Eizo Kenmotsu | brug (m)                 | Brons    |
| Turnen    | Eizo Kenmotsu | paard voltige (m)        | Brons    |
| Turnen    | Shigeru Kasamatsu | vloer (m)                | Brons    |
| Turnen    | Shigeru Kasamatsu | rekstok (m)              | Brons    |
| Turnen    | Mitsuo Tsukahara | ringen (m)               | Brons    |
| Zwemmen   | Nobutaka Taguchi | 200m schoolslag (m)      | Brons    |

## Deelnemers en resultaten per onderdeel

### Atletiek
| Olympiër            | Onderdeel              | Resultaat | Prestatie                                                     |
| ------------------- | ---------------------- | --------- | ------------------------------------------------------------- |
| Yoshiharu Tomonaga  | 400m (m)               | 29e       | serie 3: 2de in 47,01 kwartfinale 4: 6de in 46,92             |
| Takaharu Koyama     | 5000m (m)              | 44e       | serie 1: 8ste in 14.12,6                                      |
| Keisuke Sawaki      | 5000m (m)              | 22e       | serie 5: 7de in 13.44,8                                       |
| Keisuke Sawaki      | 10000m (m)             | 34e       | serie 2: 12de in 29.29,0                                      |
| Akio Usami          | 10000m (m)             | 33e       | serie 1: 10de in 29.24,8                                      |
| Takaharu Koyama     | 3000m steeplechase (m) | 9e        | serie 1: 3de in 8.29,8 finale: 9de in 8.37,8                  |
| Akira Takeuchi      | 3000m steeplechase (m) | 26e       | serie 2: 5de in 8.40,4                                        |
| Kenji Kimihara      | marathon (m)           | 5e        | 2:16.27                                                       |
| Yoshiaki Unetani    | marathon (m)           | 36e       | 2:25.59                                                       |
| Akio Usami          | marathon (m)           | 12e       | 2:18.58                                                       |
| Takayoshi Kawagoe   | verspringen (m)        | 28e       | kwalificatie groep B: 12de met 7,47m                          |
| Kosei Gushiken      | hink-stap-springen (m) | 14e       | kwalificatie groep B: 6de met 16,19m                          |
| Toshiaki Inoue      | hink-stap-springen (m) | 12e       | kwalificatie groep A: 4de met 16,49m finale: 12de met 15,88m  |
| Yukito Muraki       | hink-stap-springen (m) | 26e       | kwalificatie groep A: 14de met 15,59m                         |
| Kuniyoshi Sugioka   | hoogspringen (m)       | 31e       | kwalificatie groep B: 9de met 2,06m                           |
| Hidehiko Tomizawa   | hoogspringen (m)       | 19e       | kwalificatie groep A: 15de met 2,15m finale: 19de met 2,05m   |
| Yoshihisa Ishida    | kogelslingeren (m)     | 25e       | kwalificatie groep B: 13de met 63,82m                         |
| Shigenobu Murofushi | kogelslingeren (m)     | 8e        | kwalificatie groep B: 6de met 67,26m finale: 8ste met 70,88m  |
| Takeo Sugawara      | kogelslingeren (m)     | 20e       | kwalificatie groep A: 9de met 66,50m finale: 20ste met 64,70m |
|                     |                        |           |                                                               |
| Hiroko Yamashita    | verspringen (v)        | 21e       | kwalificatie groep A: 10de met 6,14m                          |
| Michiyo Inaoka      | hoogspringen (v)       | 33e       | kwalificatie groep B: 11de met 1,65m                          |
| Mihoko Yama         | hoogspringen (v)       | 35e       | kwalificatie groep B: 13de met 1,65m                          |

### Basketbal
| Olympiër | Onderdeel | Resultaat | Prestatie |
| --- | --------- | --------- | --- |
| Atsushi Somatomo Hirofumi Numata Katsuhiko Sugita Kazufumi Sakai Kenji Soda Kunihiko Yokoyama Masatomo Taniguchi Mineo Yoshikawa Nobuo Chigusa Nobuo Hattori Satoshi Mori Shigeaki Abe | mannen    | 14e       | groep A: 7de V van Brazilië: 55-110 V van Tsjecho-Slowakije: 61-74 W van Egypte: 78-73 V van Australië: 76-92 V van Spanje: 76-87 V van Cuba: 73-108 V van Verenigde Staten: 33-99 13-16de plek: W van Zweden: 70-67 13-14de plek: V van Filipijnen: 73-82 |

| Groep A |                   |             |             |             |        |        |        |        |
| #       | Land              | Wedstrijden | Wedstrijden | Wedstrijden | Punten | Punten | Punten | Punten |
| #       | Land              | G           | W           | V           | V      | T      | Saldo  | Punten |
| 1       | Verenigde Staten  | 7           | 7           | 0           | 542    | 312    | +230   | 14     |
| 2       | Cuba              | 7           | 6           | 1           | 560    | 445    | +115   | 13     |
| 3       | Brazilië          | 7           | 4           | 3           | 561    | 490    | +71    | 11     |
| 4       | Tsjecho-Slowakije | 7           | 4           | 3           | 493    | 489    | -+4    | 11     |
| 5       | Spanje            | 7           | 3           | 4           | 486    | 500    | −14    | 10     |
| 6       | Australië         | 7           | 3           | 4           | 523    | 524    | −1     | 10     |
| 7       | Japan             | 7           | 1           | 6           | 442    | 643    | −201   | 8      |
| 8       | Egypte            | 7           | 0           | 7           | 440    | 644    | −204   | 7      |

| Ronde        | Datum   | Plaats | Land   | Score             | Land |
| ------------ | ------- | ------ | ------ | ----------------- | ---- |
| Groepsfase   |         |        |        |                   |      |
| 27 augustus  | München | Japan  | 55-110 | Brazilië          |      |
| 28 augustus  | München | Japan  | 61-74  | Tsjecho-Slowakije |      |
| 29 augustus  | München | Japan  | 78-73  | Egypte            |      |
| 30 augustus  | München | Japan  | 76-92  | Australië         |      |
| 1 september  | München | Japan  | 76-87  | Spanje            |      |
| 2 september  | München | Japan  | 63-108 | Cuba              |      |
| 3 september  | München | Japan  | 33-99  | Verenigde Staten  |      |
| 13-16de plek |         |        |        |                   |      |
| 5 september  | München | Japan  | 70-67  | Zweden            |      |
| 13-14de plek |         |        |        |                   |      |
| 7 september  | München | Japan  | 73-82  | Filipijnen        |      |

### Boksen
| Olympiër           | Onderdeel   | Resultaat | Prestatie |
| ------------------ | ----------- | --------- | --- |
| Yoshimitsu Aragaki | -48kg (m)   | 17e       | 1ste ronde: V van BUL Nikolov: 0-5                                                                                           |
| Fujio Nagai        | -51kg (m)   | 17e       | 1ste ronde: W van PHI Fortaleza: 4-1 2de ronde: V van CUB Rodríguez: 0-5                                                     |
| Kazuo Kobayashi    | -57kg (m)   | 5e        | 1ste ronde: vrij 2de ronde: W van NZL Ryan: 5-0 3de ronde: W van ITA Morbidelli: knock-out kwartfinale: V van HUN Botos: 1-4 |
| Kyoji Shinohara    | -63,5kg (m) | 5e        | 1ste ronde: W van ETH Selassie: 5-0 2de ronde: W van PUR Negron: 5-0 kwartfinale: V van NIG Dabore: 2-3                      |

### Boogschieten
| Olympiër         | Onderdeel       | Resultaat | Prestatie                                                                              |
| ---------------- | --------------- | --------- | -------------------------------------------------------------------------------------- |
| Masashi Hibino   | individueel (m) | 29e       | 1ste ronde: 33ste met 1150 punten 2de ronde: 18de met 1194 punten totaal: 2344 punten  |
| Hiroshi Kajikawa | individueel (m) | 19e       | 1ste ronde: 15de met 1192 punten 2de ronde: 22ste met 1189 punten totaal: 2381 punten  |
| Shinji Nakamoto  | individueel (m) | 38e       | 1ste ronde: 42ste met 1124 punten 2de ronde: 34ste met 1163 punten totaal: 2287 punten |
|                  |                 |           |                                                                                        |
| Yoshiko Akiyama  | individueel (v) | 17e       | 1ste ronde: 15de met 1162 punten 2de ronde: 20ste met 1139 punten totaal: 2301 punten  |

### Gewichtheffen
| Olympiër         | Onderdeel   | Resultaat | Prestatie                                                                              |
| ---------------- | ----------- | --------- | -------------------------------------------------------------------------------------- |
| Kyujiro Saito    | -52kg (m)   | 12e       | duwen: 11de met 95kg trekken: 10de met 90kg stoten: 14de met 110kg totaal: 295kg       |
| Tetsuhide Sasaki | -52kg (m)   | 4e        | duwen: 4de met 105kg trekken: 3de met 97,5kg stoten: 6de met 120kg totaal: 322,5kg     |
| Koji Miki        | -56kg (m)   | 10e       | duwen: 14de met 105kg trekken: 1ste met 112,5kg stoten: 10de met 125kg totaal: 342,5kg |
| Hiroshi Ono      | -56kg (m)   | 7e        | duwen: 8ste met 115kg trekken: 5de met 105kg stoten: 7de met 135kg totaal: 355kg       |
| Kenkichi Ando    | -60kg (m)   | DNF       | duwen: geen geldige poging                                                             |
| Yoshinobu Miyake | -60kg (m)   | 4e        | duwen: 4de met 125kg trekken: 1ste met 120kg stoten: 2de met 145kg totaal: 385kg       |
| Masao Kato       | -67,5kg (m) | 8e        | duwen: 8ste met 140kg trekken: 9de met 120kg stoten: 8ste met 160kg totaal: 425kg      |
| Yusaku Ono       | -67,5kg (m) | 10e       | duwen: 11de met 135kg trekken: 4de met 125kg stoten: 9de met 157,5kg totaal: 417,5kg   |
| Ryoichi Goto     | -90kg (m)   | DNF       | duwen: geen geldige poging                                                             |

### Handbal
| Olympiër | Onderdeel | Resultaat | Prestatie |
| --- | --------- | --------- | --- |
| Hiroshi Honda Katsuhiko Chikamori Kenichi Sasaki Kiyoshi Noda Kiyotaka Hayakawa Masayuki Hyokai Minoru Kino Shuji Arinaga Takezo Nakai Toshihiko Shimosato Toshio Niimi Nobuyuki Iida | mannen    | 11e       | groep D: 3de V van Joegoslavië: 14-20 V van Hongarije: 12-20 W van Verenigde Staten: 20-16 9-12de plek: V van Noorwegen: 17-19 11-12de plek: W van IJsland: 19-18 |

| Groep D |                  |             |             |             |             |            |            |            |        |
| #       | Land             | Wedstrijden | Wedstrijden | Wedstrijden | Wedstrijden | Doelpunten | Doelpunten | Doelpunten | Punten |
| #       | Land             | G           | W           | G           | V           | V          | T          | Saldo      | Punten |
| 1       | Joegoslavië      | 3           | 3           | 0           | 0           | 63         | 45         | +18        | 6      |
| 2       | Hongarije        | 3           | 2           | 0           | 1           | 64         | 45         | +19        | 4      |
| 3       | Japan            | 3           | 1           | 0           | 2           | 46         | 56         | -10        | 2      |
| 4       | Verenigde Staten | 3           | 0           | 0           | 3           | 46         | 73         | -27        | 0      |

| Ronde        | Datum   | Plaats      | Land  | Score            | Land |
| ------------ | ------- | ----------- | ----- | ---------------- | ---- |
| Groepsfase   |         |             |       |                  |      |
| 30 augustus  | München | Joegoslavië | 20-14 | Japan            |      |
| 1 september  | München | Hongarije   | 20-12 | Japan            |      |
| 3 september  | München | Japan       | 20-16 | Verenigde Staten |      |
| 9-12de plek  |         |             |       |                  |      |
| 7 september  | München | Noorwegen   | 19-17 | Japan            |      |
| 11-12de plek |         |             |       |                  |      |
| 9 september  | München | IJsland     | 18-19 | Japan            |      |

### Judo
| Olympiër            | Onderdeel       | Resultaat | Prestatie |
| ------------------- | --------------- | --------- | --- |
| Takao Kawaguchi     | -63kg (m)       | Goud      | 1ste ronde: W van CHN Cheng 2de ronde: W van KOR Han kwartfinale: W van MGL Buyadaa: gediskwalificeerd halve finale: W van FRG Koppen finale: W van MGL Buyadaa: gediskwalificeerd          |
| Toyokazu Nomura     | -70kg (m)       | Goud      | 1ste ronde: vrij 2de ronde: W van CHN Wang kwartfinale: W van HUN Hetényi halve finale: W van URS Novikov finale: W van POL Zajkowski                                                       |
| Shinobu Sekine      | -80kg (m)       | Goud      | 1ste ronde: vrij 2de ronde: W van POR Ferreira 3de ronde: W van HUN Ipacs kwartfinale: W van NZL Littlewood halve finale: V van KOR Oh herkansingen: W van AUT Lischka finale: W van KOR Oh |
| Fumio Sasahara      | -93kg (m)       | 13e       | 1ste ronde: W van AUS Johnson 2de ronde: V van URS Chochoshvili |
| Motoki Nishimura    | +93kg (m)       | Brons     | 1ste ronde: vrij 2de ronde: W van SUI Paris kwartfinale: V van URS Onashvili herkansingen: W van SEN M'Bodj herkansingen 3: W van FRA Brondani halve finale: V van NED Ruska                |
| Masatoshi Shinomaki | open klasse (m) | 11e       | 1ste ronde: W van ESP Perez 2de ronde: W van ARG Gallina kwartfinale: V van FRG Glahn |

### Kanovaren
| Olympiër                        | Onderdeel     | Resultaat | Prestatie                                             |
| Slalom                          | Slalom        | Slalom    | Slalom                                                |
| ------------------------------- | ------------- | --------- | ----------------------------------------------------- |
| Shoken Okada                    | K-1 (m)       | 36e       | 496,78                                                |
| Vlakwater                       |               |           |                                                       |
| Tetsumasa Yamaguchi             | C-1 1000m (m) | 13e       | serie 2: 5de in 4.53,66 halve finale: 7de in 4.36,34  |
| Mitsuhide Hata Mitsuo Nakanishi | C-2 1000m (m) | 15e       | serie 1: 7de in 4.34,13 herkansingen: 5de in 4.10,14  |
| Tadamasa Sato                   | K-1 1000m (m) | 21e       | serie 1: 8ste in 4.27,76 herkansingen: 5de in 4.11,49 |

### Moderne vijfkamp
| Olympiër                               | Onderdeel       | Resultaat | Prestatie    |
| -------------------------------------- | --------------- | --------- | ------------ |
| Akira Kubo                             | individueel (m) | 49e       | 4371 punten  |
| Yuso Makihira                          | individueel (m) | 33e       | 4583 punten  |
| Masaru Sakano                          | individueel (m) | 31e       | 4627 punten  |
| Akira Kubo Yuso Makihira Masaru Sakano | team (m)        | 13e       | 13659 punten |

### Paardensport
| Olympiër                                                                | Onderdeel   | Resultaat | Prestatie                         |
| Dressuur                                                                | Dressuur    | Dressuur  | Dressuur                          |
| ----------------------------------------------------------------------- | ----------- | --------- | --------------------------------- |
| Kikuko Inoue                                                            | individueel | 32e       | Grand Prix: 32ste met 1313 punten |
| Springconcours                                                          |             |           |                                   |
| Tadashi Fukushima                                                       | individueel | 43e       | 24 strafpunten                    |
| Masayasu Sugitani                                                       | individueel | 43e       | 24 strafpunten                    |
| Tsunekazu Takeda                                                        | individueel | 42e       | 23 strafpunten                    |
| Masayasu Sugitani Teruchiyo Takamiya Tadashi Fukushima Tsunekazu Takeda | team        | 16e       | 184,25 strafpunten                |

### Roeien
| Olympiër                 | Onderdeel       | Resultaat | Prestatie                                            |
| ------------------------ | --------------- | --------- | ---------------------------------------------------- |
| Hideo Okamoto            | skiff (m)       | 15e       | serie 3: 5de in 8.20,82 herkansingen: 4de in 8.27,36 |
| Tsugio Ito Yoshio Minato | dubbel-twee (m) | 13e       | serie 3: 4de in 7.17,51 herkansingen: 3de in 7.09,73 |

### Schermen
| Olympiër                                                                     | Onderdeel       | Resultaat | Prestatie |
| ---------------------------------------------------------------------------- | --------------- | --------- | --- |
| Hiroshi Nakajima                                                             | floret (m)      | 15e       | 1ste ronde groep I: 3de met 2 overwinningen 2de ronde groep F: 4de met 2 overwinningen kwartfinale C: 4de met 2 overwinningen                           |
| Ichiro Serizawa                                                              | floret (m)      | 18e       | 1ste ronde groep H: 2de met 4 overwinningen 2de ronde groep E: 3de met 2 overwinningen kwartfinale B: 5de met 2 overwinningen                           |
| Kiyoshi Uehara                                                               | floret (m)      | 20e       | 1ste ronde groep C: 1ste met 6 overwinningen 2de ronde groep C: 3de met 2 overwinningen kwartfinale D: 5de met 2 overwinningen                          |
| Shiro Maruyama Masaya Fukuda Hiroshi Nakajima Kiyoshi Uehara Ichiro Serizawa | floret team (m) | 6e        | 1ste ronde groep C: 1ste met 2 overwinningen kwartfinale: V van Polen: 5-9 5-8ste plek: W van Cuba: 9-6 5-6de plek: V van Bondsrepubliek Duitsland: 7-9 |

### Schietsport
| Olympiër            | Onderdeel              | Resultaat | Prestatie                        |
| ------------------- | ---------------------- | --------- | -------------------------------- |
| Minoru Ito          | 50m geweer 3 houdingen | 41e       | 1124 punten: (390-354-380)       |
| Minoru Ito          | 50m geweer liggend     | 59e       | 589 punten: (97-96-100-99-98-99) |
| Takeshi Sugita      | 50m geweer liggend     | 82e       | 583 punten: (99-98-96-98-97-95)  |
| Shigetoshi Tashiro  | 50m pistool            | 22e       | 546 punten: (89-92-90-93-92-90)  |
| Yoshihisa Yoshikawa | 50m pistool            | 25e       | 545 punten: (94-90-87-91-92-91)  |
| Takeo Kamachi       | 25m snelvuurpistool    | 33e       | 580 punten: (199-199-182)        |
| Kanji Kubo          | 25m snelvuurpistool    | 30e       | 582 punten: (194-197-191)        |

### Schoonspringen
| Olympiër     | Onderdeel     | Resultaat | Prestatie                          |
| ------------ | ------------- | --------- | ---------------------------------- |
| Junji Yuasa  | 3m plank (m)  | 24e       | voorronde: 24ste met 316,95 punten |
| Junji Yuasa  | 10m toren (m) | 19e       | voorronde: 19de met 276,00 punten  |
|              |               |           |                                    |
| Taeko Kubo   | 3m plank (v)  | 24e       | voorronde: 24ste met 236,25 punten |
| Keiko Otsubo | 10m toren (v) | 23e       | voorronde: 23ste met 168,24 punten |

### Turnen
| Olympiër                                                                                            | Onderdeel                | Resultaat | Prestatie                                                          |
| --------------------------------------------------------------------------------------------------- | ------------------------ | --------- | ------------------------------------------------------------------ |
| Sawao Kato                                                                                          | sprong (m)               | 4e        | kwalificatie: 2de met 19,000 punten finale: 4de met 18,550 punten  |
| Eizo Kenmotsu                                                                                       | sprong (m)               | 4e        | kwalificatie: 5de met 18,80 punten finale: 4de met 18,550 punten   |
| Shigeru Kasamatsu                                                                                   | vloer (m)                | Brons     | 19,025 punten                                                      |
| Sawao Kato                                                                                          | vloer (m)                | 6e        | 18,750 punten                                                      |
| Eizo Kenmotsu                                                                                       | vloer (m)                | 4e        | 18,925 punten                                                      |
| Akinori Nakayama                                                                                    | vloer (m)                | Zilver    | 19,125 punten                                                      |
| Shigeru Kasamatsu                                                                                   | paard voltige (m)        | 4e        | kwalificatie: 3de met 19,05 punten finale: 4de met 18,925 punten   |
| Sawao Kato                                                                                          | paard voltige (m)        | Zilver    | kwalificatie: 4de met 19,00 punten finale: 2de met 19,000 punten   |
| Eizo Kenmotsu                                                                                       | paard voltige (m)        | Brons     | kwalificatie: 1ste met 19,10 punten finale: 3de met 18,950 punten  |
| Sawao Kato                                                                                          | ringen (m)               | 4e        | kwalificatie: 3de met 19,10 punten finale: 4de met 19,150 punten   |
| Eizo Kenmotsu                                                                                       | ringen (m)               | 5e        | kwalificatie: 3de met 19,10 punten finale: 5de met 18,950 punten   |
| Akinori Nakayama                                                                                    | ringen (m)               | Goud      | kwalificatie: 1ste met 19,40 punten finale: 1ste met 19,350 punten |
| Mitsuo Tsukahara                                                                                    | ringen (m)               | Brons     | kwalificatie: 5de met 19,05 punten finale: 3de met 19,225 punten   |
| Shigeru Kasamatsu                                                                                   | brug (m)                 | Zilver    | kwalificatie: 3de met 19,25 punten finale: 2de met 19,375 punten   |
| Sawao Kato                                                                                          | brug (m)                 | Brons     | kwalificatie: 1ste met 19,35 punten finale: 1ste met 19,475 punten |
| Eizo Kenmotsu                                                                                       | brug (m)                 | Goud      | kwalificatie: 2de met 19,30 punten finale: 3de met 19,250 punten   |
| Akinori Nakayama                                                                                    | brug (m)                 | 5e        | kwalificatie: 5de met 19,25 punten finale: 5de met 18,875 punten   |
| Shigeru Kasamatsu                                                                                   | rekstok (m)              | Brons     | kwalificatie: 3de met 19,50 punten finale: 3de met 19,450 punten   |
| Sawao Kato                                                                                          | rekstok (m)              | Zilver    | kwalificatie: 2de met 19,55 punten finale: 2de met 19,525 punten   |
| Eizo Kenmotsu                                                                                       | rekstok (m)              | 4e        | kwalificatie: 4de met 19,40 punten finale: 4de met 19,350 punten   |
| Akinori Nakayama                                                                                    | rekstok (m)              | 5e        | kwalificatie: 5de met 19,25 punten finale: 5de met 19,225 punten   |
| Mitsuo Tsukahara                                                                                    | rekstok (m)              | Goud      | kwalificatie: 1ste met 19,65 punten finale: 1ste met 19,725 punten |
| Shigeru Kasamatsu                                                                                   | individuele meerkamp (m) | 5e        | 113,700 punten                                                     |
| Sawao Kato                                                                                          | individuele meerkamp (m) | Goud      | 114,650 punten                                                     |
| Eizo Kenmotsu                                                                                       | individuele meerkamp (m) | Zilver    | 114,575 punten                                                     |
| Akinori Nakayama                                                                                    | individuele meerkamp (m) | Brons     | 114,325 punten                                                     |
| Teruichi Okamura                                                                                    | individuele meerkamp (m) | 11e       | 112,050 punten                                                     |
| Mitsuo Tsukahara                                                                                    | individuele meerkamp (m) | 8e        | 112,775 punten                                                     |
| Sawao Kato Akinori Nakayama Eizo Kenmotsu Mitsuo Tsukahara Shigeru Kasamatsu Teruichi Okamura       | meerkamp team (m)        | Goud      | 571,250 punten                                                     |
| |                          |           |                                                                    |
| Kazue Hanyu                                                                                         | individuele meerkamp (v) | 43e       |                                                                    |
| Takako Hasegawa                                                                                     | individuele meerkamp (v) | 35e       | 71,850 punten                                                      |
| Kayoko Hashiguchi-Saka                                                                              | individuele meerkamp (v) | 40e       |                                                                    |
| Eiko Hirashima                                                                                      | individuele meerkamp (v) | 25e       | 73,075 punten                                                      |
| Miyuki Matsuhisa                                                                                    | individuele meerkamp (v) | 20e       | 73,500 punten                                                      |
| Toshiko Miyamoto                                                                                    | individuele meerkamp (v) | 60e       |                                                                    |
| Kazue Hanyu Takako Hasegawa Kayoko Hashiguchi-Saka Eiko Hirashima Miyuki Matsuhisa Toshiko Miyamoto | meerkamp team (v)        | 7e        | 359,750 punten                                                     |

### Volleybal

#### Mannen
| Olympiër | Onderdeel | Resultaat | Prestatie |
| --- | --------- | --------- | --- |
| Yoshihide Fukao Kenji Kimura Masayuki Minami Jungo Morita Yuzo Nakamura Katsutoshi Nekoda Tetsuo Nishimoto Yasuhiro Noguchi Seiji Oko Tetsuo Sato Kenji Shimaoka Tadayoshi Yokota | zaal (m)  | Goud      | groep B: 1ste W van Roemenië: 3-0 (15-4, 15-5, 15-6) W van Cuba: 3-0 (15-10, 15-9, 15-5) W van DDR: 3-0 (15-4, 15-2, 15-6) W van Brazilië: 3-0 (15-7, 15-13, 15-11) W van Bondsrepubliek Duitsland: 3-0 (15-3, 15-6, 15-4) halve finale: W van Bulgarije: 3-2 (13-15, 9-15, 15-9, 15-9, 15-12) finale: W van DDR: 3-1 (11-15, 15-2, 15-10, 15-10) |

| Groep B |          |             |             |             |             |             |             |        |        |        |        |
| #       | Land     | Wedstrijden | Wedstrijden | Wedstrijden | Wedstrijden | Wedstrijden | Wedstrijden | Punten | Punten | Punten | Punten |
| #       | Land     | G           | W           | V           | SW          | SV          | SR          | SPW    | SPL    | Saldo  | Punten |
| 1       | Japan    | 5           | 5           | 0           | 15          | 0           | +15         | 225    | 95     | +130   | 17     |
| 2       | DDR      | 5           | 4           | 1           | 12          | 4           | +8          | 200    | 162    | +38    | 16     |
| 3       | Roemenië | 5           | 2           | 2           | 8           | 9           | −1          | 201    | 213    | −12    | 16     |
| 4       | Brazilië | 5           | 2           | 3           | 9           | 13          | −4          | 273    | 280    | −7     | 15     |
| 5       | Cuba     | 5           | 2           | 3           | 6           | 13          | −7          | 212    | 254    | −42    | 15     |
| 6       | GDR      | 5           | 0           | 5           | 4           | 15          | −11         | 163    | 270    | −107   | 13     |

| Ronde        | Datum   | Plaats    | Land | Score                    | Land |
| ------------ | ------- | --------- | ---- | ------------------------ | ---- |
| Groepsfase   |         |           |      |                          |      |
| 28 augustus  | München | Japan     | 3-0  | Roemenië                 |      |
| 30 augustus  | München | Japan     | 3-0  | Cuba                     |      |
| 1 september  | München | Japan     | 3-0  | DDR                      |      |
| 3 september  | München | Japan     | 3-0  | Brazilië                 |      |
| 6 september  | München | Japan     | 3-0  | Bondsrepubliek Duitsland |      |
| Halve finale |         |           |      |                          |      |
| 8 september  | München | Bulgarije | 2-3  | Japan                    |      |
| Finale       |         |           |      |                          |      |
| 9 september  | München | DDR       | 1-3  | Japan                    |      |

#### Vrouwen
| Olympiër | Onderdeel | Resultaat | Prestatie |
| --- | --------- | --------- | --- |
| Katsumi Matsumura Takako Iida Mariko Okamoto Takako Shirai Makiko Furukawa Keiko Hama Toyoko Iwahara Sumie Oinuma Seiko Shimakage Michiko Shiokawa Noriko Yamashita Yaeko Yamazaki | zaal (v)  | Zilver    | groep B: 1ste W van Tsjecho-Slowakije: 3-0 (15-1, 15-7, 15-9) W van Cuba: 3-0 (15-2, 15-3, 15-5) W van Noord-Korea: 3-0 (15-3, 15-2, 16-14) halve finale: W van Zuid-Korea: 3-0 (15-3, 15-5, 15-9) finale: V van Sovjet-Unie: 1-3 (11-15, 15-4, 11-5, 15-9, 11-15) |

| Groep B |                   |             |             |             |             |             |             |        |        |        |        |
| #       | Land              | Wedstrijden | Wedstrijden | Wedstrijden | Wedstrijden | Wedstrijden | Wedstrijden | Punten | Punten | Punten | Punten |
| #       | Land              | G           | W           | V           | SW          | SV          | SR          | SPW    | SPL    | Saldo  | Punten |
| 1       | Japan             | 3           | 3           | 0           | 9           | 0           | +9          | 136    | 56     | +80    | 6      |
| 2       | Noord-Korea       | 3           | 2           | 1           | 6           | 3           | +3          | 119    | 76     | +43    | 5      |
| 3       | Cuba              | 3           | 1           | 2           | 3           | 7           | −4          | 73     | 140    | −67    | 4      |
| 4       | Tsjecho-Slowakije | 3           | 0           | 3           | 1           | 9           | −8          | 85     | 141    | −56    | 3      |

| Ronde        | Datum   | Plaats     | Land | Score             | Land |
| ------------ | ------- | ---------- | ---- | ----------------- | ---- |
| Groepsfase   |         |            |      |                   |      |
| 28 augustus  | München | Japan      | 3-0  | Tsjecho-Slowakije |      |
| 30 augustus  | München | Cuba       | 0-3  | Japan             |      |
| 1 september  | München | Japan      | 3-0  | Noord-Korea       |      |
| Halve finale |         |            |      |                   |      |
| 3 september  | München | Zuid-Korea | 0-3  | Japan             |      |
| Finale       |         |            |      |                   |      |
| 7 september  | München | Japan      | 2-3  | Sovjet-Unie       |      |

### Waterpolo

#### Mannen
| Olympiër | Onderdeel | Resultaat | Prestatie                                                                                      |
| --- | --------- | --------- | ---------------------------------------------------------------------------------------------- |
| Yukiharu Oshita Hirokatsu Kuwayama Toshio Takahashi Shuzo Yajima Hiroshi Hashimoto Koji Nakano Naoto Minegishi Tatsuo Jihira Takashi Kimura Yoshihiro Yasumi Toru Arase | mannen    | 15e       | groep C: 4de V van Spanje: 4-6 V van Sovjet-Unie: 1-11 V van Bulgarije: 4-7 V van Italië: 4-12 |

| Groep C |             |             |             |             |             |            |            |            |        |
| #       | Land        | Wedstrijden | Wedstrijden | Wedstrijden | Wedstrijden | Doelpunten | Doelpunten | Doelpunten | Punten |
| #       | Land        | G           | W           | G           | V           | V          | T          | Saldo      | Punten |
| 1       | Sovjet-Unie | 4           | 4           | 0           | 0           | 30         | 9          | +21        | 8      |
| 2       | Italië      | 4           | 3           | 0           | 1           | 25         | 16         | +9         | 6      |
| 3       | Spanje      | 4           | 2           | 0           | 2           | 19         | 20         | -1         | 4      |
| 4       | Bulgarije   | 4           | 1           | 0           | 3           | 18         | 25         | -7         | 2      |
| 5       | Japan       | 4           | 0           | 0           | 2           | 14         | 36         | -22        | 0      |

| Ronde       | Datum   | Plaats      | Land | Score | Land |
| ----------- | ------- | ----------- | ---- | ----- | ---- |
| Groepsfase  |         |             |      |       |      |
| 28 augustus | München | Spanje      | 6-4  | Japan |      |
| 28 augustus | München | Sovjet-Unie | 11-1 | Japan |      |
| 30 augustus | München | Bulgarije   | 7-4  | Japan |      |
| 31 augustus | München | Italië      | 12-5 | Japan |      |

### Wielersport
| Olympiër                    | Onderdeel   | Resultaat | Prestatie                                                                                     |
| Baan                        | Baan        | Baan      | Baan                                                                                          |
| --------------------------- | ----------- | --------- | --------------------------------------------------------------------------------------------- |
| Yoshikazu Cho               | sprint (m)  | 19e       | 1ste ronde serie 4: 2de herkansingen: 1ste in 11,17 2de ronde serie 10: 2de herkansingen: 2de |
| Yaichi Numata               | sprint (m)  | 31e       | 1ste ronde serie 7: 2de herkansingen: 2de                                                     |
| Takafumi Matsuda            | tijdrit (m) | 20e       | 1.10,0                                                                                        |
| Yoshikazu Cho Yaichi Numata | tandem (m)  | 11e       | 1ste ronde serie 3: V van FRA Morelon/Trentin herkansingen: V van GBR Cooke/Rowe              |

### Worstelen
| Olympiër          | Onderdeel   | Resultaat   | Prestatie |
| Vrije stijl       | Vrije stijl | Vrije stijl | Vrije stijl |
| ----------------- | ----------- | ----------- | --- |
| Masahiko Umeda    | -48kg (m)   | 6e          | 1ste ronde: W van ROU Arapu 2de ronde: V van URS Dmitriyev 3de ronde: W van PRK Jang 4de ronde: V van IRI Javadi |
| Kiyomi Kato       | -52kg (m)   | Goud        | 1ste ronde: W van IRI Ghorbani 2de ronde: W van AFG Arref 3de ronde: W van POL Kudelski 4de ronde: W van CAN Bertie 5de ronde: W van IND Kumar 6de ronde: W van ROU Ciarnău 7de ronde: W van PRK Kim 8ste ronde: W van URS Alakhverdiyev |
| Hideaki Yanagida  | -57kg (m)   | Goud        | 1ste ronde: W van AUT Hack 2de ronde: W van POL Żedzicki 3de ronde: W van KOR An 4de ronde: W van USA Sanders 5de ronde: W van BUL Shavov 6de ronde: W van IRI Kheder 7de ronde: W van IND Nath                                          |
| Kiyoshi Abe       | -62kg (m)   | 4e          | 1ste ronde: W van AFG Djan 2de ronde: W van USA Davis 3de ronde: W van CUB Ramos 4de ronde: V van URS Abdulbekov 5de ronde: W van IRI Seyed-Abbasi 6de ronde: W van TUR Akdağ                                                            |
| Kikuo Wada        | -68kg (m)   | Zilver      | 1ste ronde: W van GBR Gilligan 2de ronde: W van POL Cieślak 3de ronde: W van FRG Rost 4de ronde: V van USA Gable 5de ronde: vrij 6de ronde: W van URS Ashuraliyev                                                                        |
| Toshitada Yoshida | -74kg (m)   | 21e         | 1ste ronde: V van CUB Lebeque 2de ronde: V van IRI Barzegar |
| Tatsuo Sasaki     | -82kg (m)   | 5e          | 1ste ronde: G van IRI Hagilou 2de ronde: W van IND Chander 3de ronde: W van SUI Martinetti 4de ronde: W van BUL Iliev 5de ronde: G van GDR Stottmeister                                                                                  |
| Makoto Kamada     | -90kg (m)   | 21e         | 1ste ronde: V van HUN Bajkó 2de ronde: V van IRI Khorrami |
| Shizuo Yada       | -100kg (m)  | 16e         | 1ste ronde: V van CAN Geris 2de ronde: V van SUI Jutzeler |
| Yorihide Isogai   | +100kg (m)  | 9e          | 1ste ronde: V van POL Makowiecki 2de ronde: W van PER Zambrano 3de ronde: V van USA Taylor |
| Grieks-Romeins    |             |             | |
| Kazuharu Ishida   | -48kg (m)   | 5e          | 1ste ronde: W van FRG Maas 2de ronde: V van FIN Hirvonen 3de ronde: vrij 4de ronde: W van IRI Aliabadi 5de ronde: V van BUL Angelov |
| Koichiro Hirayama | -52kg (m)   | Zilver      | 1ste ronde: W van ITA Bognanni 2de ronde: W van POR Duarte 3de ronde: W van URS Konstantinov 4de ronde: W van YUG Marinko 5de ronde: W van HUN Doncsecz 6de ronde: G van BUL Kirov                                                       |
| Ikuei Yamamoto    | -57kg (m)   | 7e          | 1ste ronde: W van IRI Alizadeh 2de ronde: W van PHI Famatid 3de ronde: G van SWE Lindholm 4de ronde: V van ROU Baciu 5de ronde: V van URS Kzakov                                                                                         |
| Hideo Fujimoto    | -62kg (m)   | 4e          | 1ste ronde: W van GDR Wehling 2de ronde: W van BEL van Landeghem 3de ronde: G van FIN Laakso 4de ronde: vrij 5de ronde: W van ROU Păun 6de ronde: V van POL Lipień                                                                       |
| Takashi Tanoue    | -68kg (m)   | 5e          | 1ste ronde: W van MAR Bahamou 2de ronde: W van SUI Rhyn 3de ronde: V van HUN Steer 4de ronde: W van YUG Damjanović 5de ronde: V van ITA Ranzi                                                                                            |
| Jiichiro Date     | -74kg (m)   | 12e         | 1ste ronde: W van HUN Hegedűs 2de ronde: V van POL Krzesiński 3de ronde: V van YUG Kecman |
| Sadao Sato        | -82kg (m)   | 14e         | 1ste ronde: W van DEN Pedersen 2de ronde: V van GDR Hartmann 3de ronde: V van YUG Nenadić |
| Kimuchi Tani      | -90kg (m)   | 7e          | 1ste ronde: W van SUI Chardonnens 2de ronde: V van ROU Neguţ 3de ronde: W van GDR Metz 4de ronde: V van URS Rezantsev |
| Makoto Saito      | -100kg (m)  | 11e         | 1ste ronde: V van ROU Martinescu 2de ronde: V van GDR Albrecht |
| Tomomi Tsuruta    | +100kg (m)  | 8e          | 1ste ronde: V van HUN Csatári 2de ronde: V van YUG Semeredi |

### Zeilen
| Olympiër                        | Onderdeel       | Resultaat | Prestatie                             |
| ------------------------------- | --------------- | --------- | ------------------------------------- |
| Kazuoki Matsuyama               | finn klasse     | 27e       | 176,0 punten: (22-12-DNF-31-9-DNF-31) |
| Akira Yamamura Takashi Yamamura | flying dutchman | 19e       | 128,0 punten: (11-17-20-17-21-15-12)  |

### Zwemmen
| Olympiër                                                       | Onderdeel             | Resultaat | Prestatie                                                                                 |
| -------------------------------------------------------------- | --------------------- | --------- | ----------------------------------------------------------------------------------------- |
| Tadashi Honda                                                  | 100m rugslag (m)      | 8e        | serie 3: 3de in 1.00,89 finale: 8ste in 1.00,41                                           |
| Tadashi Honda                                                  | 200m rugslag (m)      | 11e       | serie 4: 4de in 2.11,11                                                                   |
| Nobutaka Taguchi                                               | 100m schoolslag (m)   | Goud      | serie 4: 1ste in 1.06,07 finale: 1ste in 1.04,94 (WR)                                     |
| Nobutaka Taguchi                                               | 200m schoolslag (m)   | Brons     | serie 2: 1ste in 2.23,45 finale: 3de in 2.23,88                                           |
| Nobutaka Taguchi                                               | 100m vlinderslag (m)  | 24e       | serie 2: 4de in 59,71                                                                     |
| Nobutaka Taguchi                                               | 200m vlinderslag (m)  | 12e       | serie 2: 3de in 2.08,72                                                                   |
| Jiro Sasaki                                                    | 200m wisselslag (m)   | 22e       | serie 6: 4de in 2.16,56                                                                   |
| Jiro Sasaki                                                    | 400m wisselslag (m)   | 23e       | serie 2: 5de in 4.53,65                                                                   |
| Tadashi Honda Nobutaka Taguchi Yasuhiro Komazaki Jiro Sasaki   | 4x100m wisselslag (m) | 6e        | serie 2: 3de in 3.59,55 (NR) finale: 6de in 3.58,23 (NR)                                  |
|                                                                |                       |           |                                                                                           |
| Shigeko Kawanishi                                              | 100m vrije slag (m)   | 28e       | serie 6: 6de in 1.02,13                                                                   |
| Kazu Fujimura                                                  | 100m rugslag (m)      | 24e       | serie 1: 5de in 1.09,81                                                                   |
| Kikuyo Ishii                                                   | 100m rugslag (m)      | 28e       | serie 2: 6de in 1.10,44                                                                   |
| Kazu Fujimura                                                  | 200m rugslag (m)      | 28e       | serie 3: 6de in 2.30,37                                                                   |
| Kikuyo Ishii                                                   | 200m rugslag (m)      | 26e       | serie 2: 5de in 2.29,66                                                                   |
| Suzuko Matsumura                                               | 200m rugslag (m)      | 14e       | serie 1: 3de in 2.26,95                                                                   |
| Yoko Yamamoto                                                  | 100m schoolslag (m)   | 24e       | serie 1: 5de in 1.18,94                                                                   |
| Chieno Shibata                                                 | 200m schoolslag (m)   | 12e       | serie 6: 4de in 2.46,87                                                                   |
| Yoko Yamamoto                                                  | 200m schoolslag (m)   | 35e       | serie 4: 6de in 2.54,28                                                                   |
| Mayumi Aoki                                                    | 100m vlinderslag (m)  | Goud      | serie 4: 1ste in 1.04,00 (OR) halve finale 2: 2de in 1.04,11 finale: 1ste in 1.03,34 (WR) |
| Noriko Asano                                                   | 100m vlinderslag (m)  | 8e        | serie 3: 3de in 1.04,97 halve finale 2: 5de in 1.04,53 finale: 8ste in 1.04,25            |
| Mayumi Aoki                                                    | 200m vlinderslag (m)  | 8e        | serie 1: 2de in 2.23,01 finale: 8ste in 2.22,84                                           |
| Noriko Asano                                                   | 200m vlinderslag (m)  | 5e        | serie 3: 2de in 2.20,09 finale: 5de in 2.19,50                                            |
| Yoshimi Nishigawa                                              | 200m wisselslag (m)   | 7e        | serie 5: 2de in 2.26,61 finale: 7de in 2.26,35                                            |
| Yukari Takemoto                                                | 200m wisselslag (m)   | 5e        | serie 6: 3de in 2.29,41 finale: 5de in 2.19,50                                            |
| Yukari Takemoto                                                | 400m wisselslag (m)   | 18e       | serie 4: 4de in 5.20,89                                                                   |
| Yoshimi Nishigawa Shigeko Kawanishi Eiko Goshi Yukari Takemoto | 4x100m vrije slag (m) | 10e       | serie 2: 5de in 4.08,34 (NR)                                                              |
| Suzuko Matsumura Yoko Yamamoto Mayumi Aoki Yoshimi Nishigawa   | 4x100m wisselslag (m) | 6e        | serie 2: 3de in 4.30,34 (NR) finale: 6de in 4.30,18 (NR)                                  |

Afghanistan · Albanië · Algerije · Amerikaanse Maagdeneilanden · Argentinië · Australië · Bahama's · Barbados · België · Bermuda · Birma · Bolivia · Bondsrepubliek Duitsland · Brazilië · Brits-Honduras · Bulgarije · Canada · Ceylon · Chili · Colombia · Congo-Brazzaville · Costa Rica · Cuba · Dahomey · Denemarken · Dominicaanse Republiek · Duitse Democratische Republiek · Ecuador · Egypte · El Salvador · Ethiopië · Fiji · Filipijnen · Finland · Frankrijk · Gabon · Ghana · Griekenland · Groot-Brittannië · Guatemala · Guyana · Haïti · Hongarije · Hongkong · Ierland · IJsland · India · Indonesië · Iran · Israël · Italië · Ivoorkust · Jamaica · Japan · Joegoslavië · Kameroen · Kenia · Khmerrepubliek · Koeweit · Lesotho · Libanon · Liberia · Liechtenstein · Luxemburg · Madagaskar · Malawi · Maleisië · Mali · Malta · Marokko · Mexico · Monaco · Mongolië · Nederland · Nederlandse Antillen · Nepal · Nicaragua · Nieuw-Zeeland · Niger · Nigeria · Noord-Korea · Noorwegen · Oeganda · Oostenrijk · Opper-Volta · Pakistan · Panama · Paraguay · Peru · Polen · Portugal · Puerto Rico · Roemenië · San Marino · Saoedi-Arabië · Senegal · Singapore · Soedan · Somalië · Sovjet-Unie · Spanje · Suriname · Swaziland · Syrië · Taiwan · Tanzania · Thailand · Togo · Trinidad en Tobago · Tsjaad · Tsjecho-Slowakije · Tunesië · Turkije · Uruguay · Venezuela · Verenigde Staten · Vietnam · Zambia · Zuid-Korea · Zweden · Zwitserland